# Jan Dvořáček (ministr)
Jan Dvořáček (12. listopadu 1887 Letovice – 22. července 1956 ve vlaku na cestě z Moskvy do Kyjeva) byl československý politik, meziválečný ministr a poslanec Národního shromáždění za Československou národní demokracii.

## Biografie
Vystudoval na české technice v Praze. V rámci národně demokratické strany patřil k pragmatickému, průmyslovému křídlu okolo Františka Xavera Hodáče.
V roce 1919 dosáhl za mimořádné zásluhy v odbojové činnosti za světové války 32. stupeň Skotského ritu v organizaci Svobodných zednářů. Za první světové války byl zvláštním důvěrníkem Maffie.
V meziválečném období patřil do okruhu časopisu Demokratický střed. Účastnil se porad v Národním klubu v Celetné ulici v Praze. Zastupoval zájmy finančníka Jaroslava Preisse.
V parlamentních volbách v roce 1925 byl zvolen poslancem Národního shromáždění. Mandátu se ale roku 1926 vzdal. Jako náhradník za něj nastoupil poslanec Josef Kvasnička. Zastával v letech 1925-1926 post ministra průmyslu, obchodu a živností v druhé vládě Antonína Švehly.
Profesí byl podle údajů k roku 1925 ministrem, bytem v Praze.
V letech 1926–1938 byl ředitelem a v letech 1938–1945 vrchním ředitelem Živnostenské banky. Právě nástup do vedení Živnobanky byl příčinou pro rezignaci na poslanecký mandát.
V roce 1944 se stal členem výboru pronacistické České Ligy proti bolševismu.
Po roce 1948 byl loajální ke komunistickému režimu. V roce 1954 veřejně vystoupil proti militarizaci Západního Německa.